# Hoogstraten
Hoogstraten este un oraș din regiunea Flandra din Belgia. Comuna este formată din localitățile Hoogstraten, Meer, Meerle, Minderhout și Wortel. Suprafața totală este de 105,32 km². La 1 ianuarie 2008 comuna avea o populație totală de 19.193 locuitori. 
Hoogstraten se învecinează cu comunele Baarle-Hertog, Brecht, Merksplas, Rijkevorsel și Wuustwezel din Belgia și cu comunele Alphen-Chaam, Breda, Baarle-Nassau și Zundert din Olanda.
1. ↑  Totale oppervlakte volgens het Kadasterregister, België, gewesten en provincies (în neerlandeză), Algemene Directie Statistiek[*]